# Kanton Castres-Est
Der Kanton Castres-Est war bis 2015 ein französischer Wahlkreis im Arrondissement Castres, im Département Tarn der Region Midi-Pyrénées. Er umfasst den östlichen Teil der Stadt Castres und hatte 13.539 Einwohner (Stand 1. Januar 2012). Vertreterin im Generalrat des Départements war zuletzt von 2010 bis 2015 Régine Massoutié (UMP).